# ヨロ・モルガヌグ

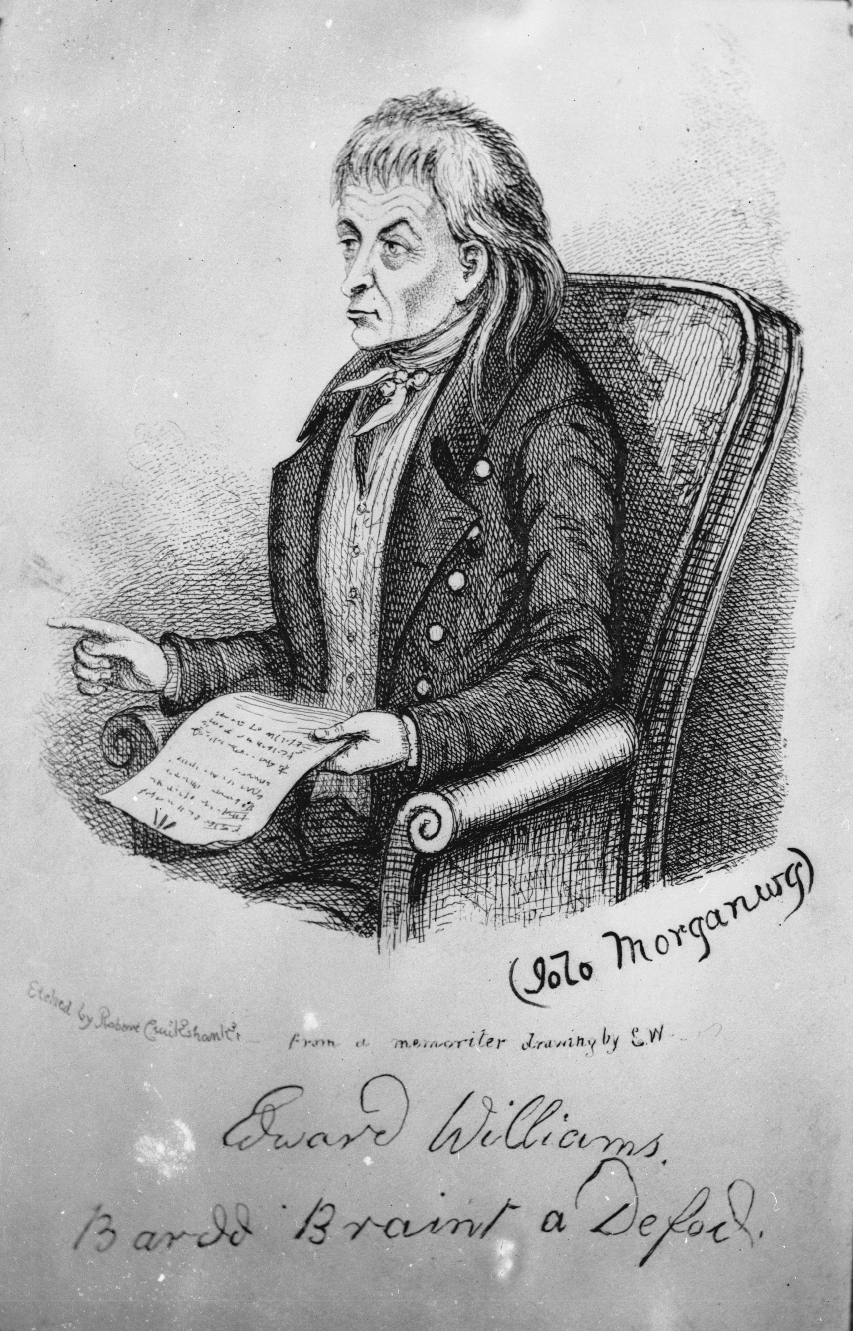
ヨロ・モルガヌグ

ヨロ・モルガヌグ（Iolo Morganwg,Morgannwg、1747年3月10日 - 1826年12月18日、本名エドワード・ウィリアムズ）は、ウェールズの古物収集家・詩人・文学贋作者。ヨロはヨルワルスの指小辞、ヨルワルスは英語のエドワードに対応するウェールズ語の名前で、モルガヌグはグラモーガンのウェールズ語による地名である。
エドワード・ウィリアムズはウェールズのグラモーガン郡のスランカーファンに生まれ、家族がフレミングストンに引っ越すとそこで石工として生活していた。彼が主導して吟遊詩人の儀式と哲学を再興したことは、ヨロ・モルガヌグとしての功績として語られる。彼の詩人としての師はティル・ラースのシオン・ブラッドフォード。ヨロは一般にウェールズで最高の詩人と呼ばれるグウィリムの息子ダフィズの未発見の詩を最初に発見したことで有名になった。実のところこれらの詩は贋作だったのだが、100年以上にわたって批判や注目に耐えた。この成功によりヨロはロンドンに移り、ウェールズ社会の代表者として、史上初のゴルセッズ（Gorsedd　吟遊詩人のコミュニティ　原義は「玉座」を意味するウェールズ語）となるGorsedd Beirdd Ynys Prydain（アイスランド・ブリテンの吟遊詩人のゴルセッズ）を設立した。ヨロはその後もきわめて多くの作品を発表して（現在ではそのほとんどが偽作と考えられている）古代のドルイドの伝統が、ローマ帝国の征服やキリスト教、エドワード1世による詩人の迫害などの逆境にもかかわらずウェールズに現存していると主張した。
ヨロの思想は、キリスト教とアーサー王伝説の融合、ウィリアム・ブレイクやスコットランドの詩人ジェームス・マクファーソンと同等の原始ロマン派、ケルトに関する古典復興の情熱、ウェールズ語の詩に現存する吟遊詩人の遺産などがある。ヨロの目的には、北ウェールズがウェールズの伝統を最も色濃く受け継いでいるという定説に反して、南ウェールズ、特に故郷のグラモーガンのウェールズ文化をアピールすることも含まれていた。
当時のロマン派の詩人が多くそうであったように、生涯を通じてアヘン（アヘンチンキ）中毒であった。このことが彼の精神状態に影響したとも考えられる。
ヨロは、ドルイド祈祷書（Druid's Prayer　ゴルセッズ祈祷書Gorsedd prayerとも呼ばれる。ウェールズ語ではそれぞれGweddi'r Derwydd、Gweddi'r Orsedd）の著者でもある。これはゴルセッズとネオ・ドルイディズム双方での必須の書となっている。彼の形而上学の概要はアンヌウヴン（黄泉の国）からアブレド・コイガント・グウィンフィド（聖地・天国）へ広がる「存在の同心円」と呼ばれるものである。
彼の著作の中には、ウェールズの韻律に関する評論であるCyfrinach Beirdd Ynys Prydain（The Mystery of the Bards of the Isle of Britain　「ブリテン島の詩人の謎」）がある。また、ウェールズのトライアドの別バージョンを偽作したこともある。
カウブリッジにあるウェールズ語学校のYsgol Iolo Morgannwgは、彼にちなんで名付けられた。